# 松が枝町 (相模原市)
松が枝町（まつがえちょう）は、神奈川県相模原市南区の町丁。丁目の設定のない単独町丁である。住居表示実施済区域。

## 地理
南区の南東部に位置し、北西に南台、北東に東林間、南東に相南と接している。

## 歴史
- 1967年（昭和42年）10月1日 - 大字上鶴間より、当該地域が松が枝町として起立、同時に住居表示実施。
- 1972年（昭和47年）5月 - イトーヨーカドー相模原店開店
- 2001年（平成13年）10月15日 - 相模原松が枝郵便局開局。

## 世帯数と人口
2020年（令和2年）10月1日現在（国勢調査）の世帯数と人口（総務省調べ）は以下の通りである。
| 町丁     | 世帯数    | 人口    |
| -------- | --------- | ------- |
| 松が枝町 | 1,242世帯 | 2,093人 |

### 人口の変遷
国勢調査による人口の推移。
| 年                 | 人口  |
| ------------------ | ----- |
| 1995年（平成7年）  | 1,999 |
| 2000年（平成12年） | 1,938 |
| 2005年（平成17年） | 1,855 |
| 2010年（平成22年） | 1,884 |
| 2015年（平成27年） | 1,936 |
| 2020年（令和2年）  | 2,093 |

### 世帯数の変遷
国勢調査による世帯数の推移。
| 年                 | 世帯数 |
| ------------------ | ------ |
| 1995年（平成7年）  | 988    |
| 2000年（平成12年） | 985    |
| 2005年（平成17年） | 987    |
| 2010年（平成22年） | 1,065  |
| 2015年（平成27年） | 1,098  |
| 2020年（令和2年）  | 1,242  |

## 学区
市立小・中学校に通う場合、学区は以下の通りとなる（2023年5月時点）。
- 番・番地等 : 全域
  - 小学校 : 相模原市立東林小学校
  - 中学校 : 相模原市立東林中学校

## 事業所
2021年（令和3年）現在の経済センサス調査による事業所数と従業員数は以下の通りである。
| 町丁     | 事業所数  | 従業員数 |
| -------- | --------- | -------- |
| 松が枝町 | 232事業所 | 2,111人  |

### 事業者数の変遷
経済センサスによる事業所数の推移。
| 年                 | 事業者数 |
| ------------------ | -------- |
| 2016年（平成28年） | 249      |
| 2021年（令和3年）  | 232      |

### 従業員数の変遷
経済センサスによる従業員数の推移。
| 年                 | 従業員数 |
| ------------------ | -------- |
| 2016年（平成28年） | 2,299    |
| 2021年（令和3年）  | 2,111    |

## 施設
- イトーヨーカドー 相模原店[15]

## その他

### 日本郵便
- 郵便番号 : 252-0313[3]（集配局 : 座間郵便局[16]）。